# Prometheus (film)
Prometheus är en amerikansk science-fiction-film från 2012, i regi av Ridley Scott och skriven av Jon Spaihts och Damon Lindelof. Filmens huvudroller spelas av bland andra Noomi Rapace, Michael Fassbender, Charlize Theron, Guy Pearce och Idris Elba. 
Filmen hade först biopremiär den 30 maj 2012 i Belgien, Frankrike och Schweiz, senare den 1 juni i Storbritannien och Sverige och amerikansk premiär den 8 juni samma år.

## Handling
Filmen börjar år 2089 med några forskare på Jorden som upptäcker ett visst mönster från olika utgrävningar över planeten. Trots avståndet mellan platserna och det faktum att det skiljer flera århundraden i dess historia är mönstren desamma. Detta leder till en expedition som tar forskarna med besättning på en tre år lång resa i vår galax. Expeditionen landar på en hittills ointroducerad planet i Alien-följetongen, varifrån en figur som skymtar i Alien har mellanlandat, nämligen Space Jockey. Därifrån är det tänkt att dessa Space Jockeys ska resa till Jorden för att utrota mänskligheten med ett virus och i processen samtidigt rekonstruerar människans DNA. Det blir ett krig "man mot man" där, det bör påpekas, Alien-varelsen bara skymtar i slutet av filmen.
Det är med andra ord upplagt för en efterföljare.  Prometheus-filmen introducerar även ett helt nytt monster.
Ridley Scott om den förmodade piloten som skymtar i Alien:
| ” | Yeah, so there you have that. I was always amazed that, I mean, I’ve only done two science-fictions, but I was always amazed that no one asked who the hell the Space Jockey was. He wasn’t even called the Space Jockey. During the film they started to call it the Space Jockey. I don’t know who started that one off. I always thought it was amazing that no one ever asked who he was, and why was he there? What was all that about? I sat thinking about this for a while and thought, well, there’s a story! And the other four [films] missed it! So, here it is. | „ |

## Produktion
Ridley Scott som regisserade den banbrytande science fiction-skräckfilmen Alien har regisserat Prometheus. Även den andra stjärnan (förutom Scott) bakom kamerorna från den första Alien-filmen, designern och skulptören H.R. Giger har bidragit.
Inspelningen påbörjades i USA i mars 2011. I mars 2012 släpptes en första bio-trailer.

### Namn
Ett arbetsnamn för filmprojektet var Alien Prequel. Vissa i filmteamet kallar filmen en prequel men Scott menar att det är en mer fristående spinoff av Alien-filmserien med ett antal anknytningar.
Nu blev namnet alltså Prometheus, som är namnet på rymdskeppet. Det kommer ur en grekisk berättelse om titanen Prometeus, som skapade människan ur lera, och sedan stal elden från gudarna och gav den till människorna. Att filmen handlar om ett rymdskepp har paralleller till boken Prometheus Rising från 1983 som handlar om att resa.

## Skådespelare
| Noomi Rapace         | – Elizabeth Shaw, arkeolog (Ph D)                                               |
| Michael Fassbender   | – David, android                                                                |
| Charlize Theron      | – Meredith Vickers, företagsrepresentant                                        |
| Idris Elba           | – Janek, kapten ombord Prometheus                                               |
| Logan Marshall-Green | – Holloways, besättningsman ombord Prometheus tillika Shaws romantiska intresse |
| Guy Pearce           | – Peter Weyland, påstådd grundare av Weyland Corporation                        |
| Rafe Spall           | – Milburn                                                                       |
| Sean Harris          | – Fifield                                                                       |
| Kate Dickie          | – Ford                                                                          |
| Emun Elliott         | – Chance                                                                        |
| Patrick Wilson       | – Shaws pappa                                                                   |
| Benedict Wong        | – Ravel                                                                         |
| Ian Whyte            | – The Engineer                                                                  |